# Ophiogramma sanctiernesti
Ophiogramma sanctiernesti là một loài bướm đêm trong họ Geometridae.